# Monuments paléochrétiens et byzantins de Thessalonique
Les monuments paléochrétiens et byzantins de Thessalonique ont été classés patrimoine mondial par l’UNESCO en 1988.

## Liste des monuments
- Fortifications et murs d'enceinte,
- Rotonde Saint-Georges (40° 38′ 00″ N, 22° 57′ 10″ E),
- Église de l'Acheiropoiètos (40° 38′ 06″ N, 22° 56′ 53″ E),
- Église Saint-Démétrios (40° 38′ 20″ N, 22° 56′ 51″ E),
- Monastère de Latomou (40° 38′ 30″ N, 22° 57′ 09″ E),
- Église Sainte-Sophie de Thessalonique (40° 37′ 58″ N, 22° 56′ 49″ E),
- Église de la Panagía Chalkéon (40° 38′ 12″ N, 22° 56′ 37″ E),
- Église Saint-Pantaléon de Thessalonique (40° 37′ 59″ N, 22° 57′ 04″ E),
- Église des Saints-Apôtres de Thessalonique (40° 38′ 34″ N, 22° 56′ 15″ E),
- Église Saint-Nicolas-l'Orphelin (40° 38′ 16″ N, 22° 57′ 22″ E),
- Église Sainte-Catherine (40° 38′ 35″ N, 22° 56′ 40″ E),
- Chapelle du Christ-Sauveur (40° 37′ 56″ N, 22° 57′ 03″ E),
- Monastère des Vlatades (40° 38′ 31″ N, 22° 57′ 16″ E),
- Église du Prophète Élie (40° 38′ 27″ N, 22° 56′ 55″ E),
- Bains byzantins (40° 38′ 24″ N, 22° 57′ 12″ E).